# Ernst Rüdiger von Starhemberg (Politiker, 1861)

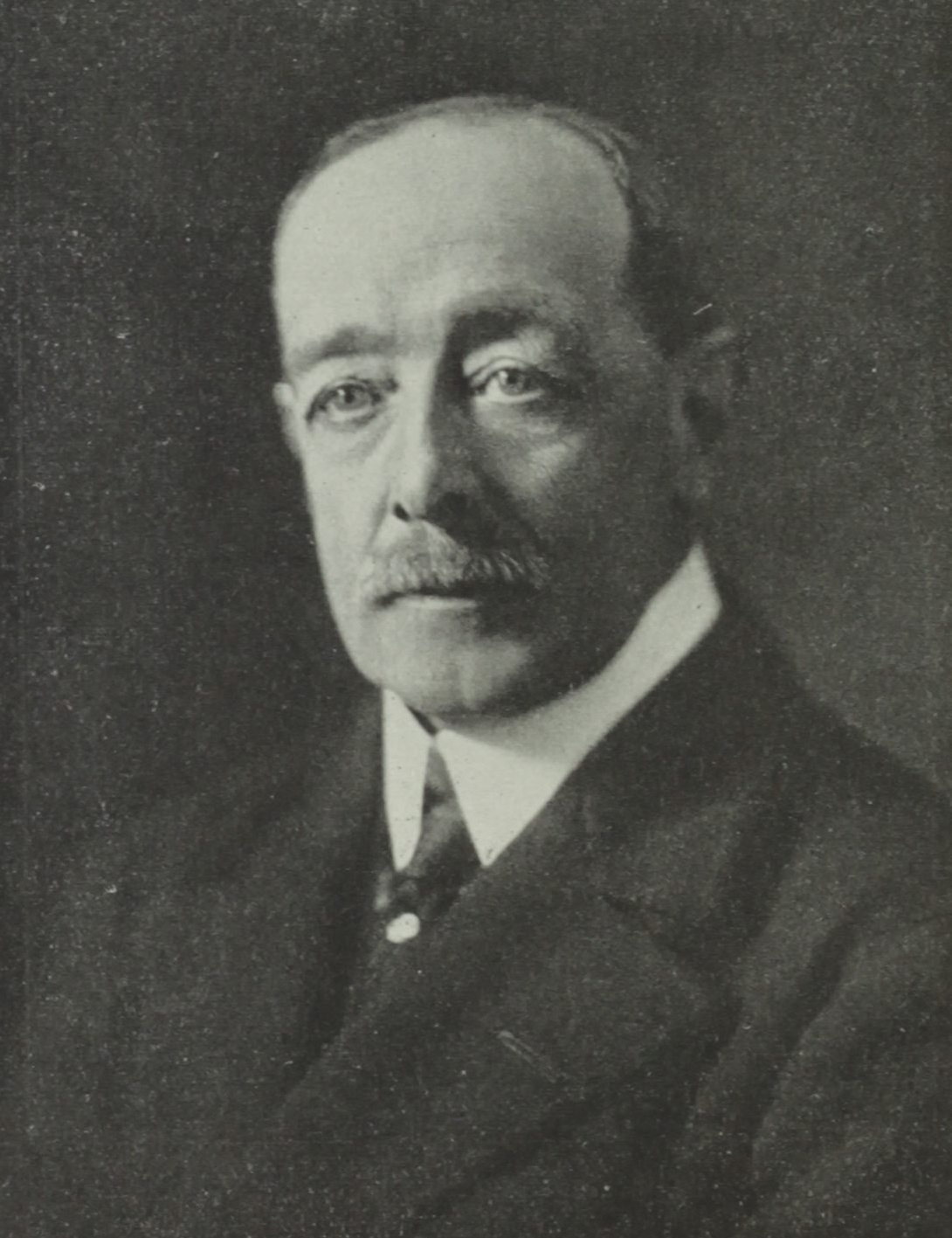
Fürst Starhemberg (1923)

Fürst Ernst Rüdiger von Starhemberg (* 30. November 1861 auf Schloss Bergheim, Feldkirchen an der Donau; † 16. November 1927 in Linz), 1900 bis 1919 der 6. Fürst von Starhemberg, war ein österreichischer Großgrundbesitzer und Politiker.

## Leben
Ernst Rüdiger von Starhemberg war ein Sohn des Fürsten Camillo Heinrich von Starhemberg (1835–1900) und Sophie geb. Reichsgräfin von Sickingen-Hohenburg. 1898 heiratete er Franziska Gräfin von Larisch-Mönnich (1842–1913). Der Ehe entstammen vier Kinder, darunter Ernst Rüdiger Starhemberg. Er besuchte das Theresianum in Wien. Er war Rittmeister in Enns und Erblandmarschall von Österreich ob und unter der Enns. Er fungierte als Präsident des Verwaltungsrates des Holzverbandes für Oberösterreich und Salzburg und Mitglied des Verwaltungsrates der Linzer Lokalbahn. Ab 1881 saß er im Herrenhaus (Österreich). Von 1902 bis 1915 war er katholisch-konservativer Abgeordneter im Oberösterreichischen Landtag. Seit 1913 war er auch Präsident des Wiener Trabrennvereins.

## Auszeichnungen
Er erhielt den Preußischen Roter Adlerorden 4. Klasse. Am 19. März 1907 wurde er in den Orden vom Goldenen Vlies aufgenommen.